# Hoplolabis (Parilisia) multiserrata
Hoplolabis (Parilisia) multiserrata is een tweevleugelige uit de familie steltmuggen (Limoniidae). De soort komt voor in het Palearctisch en Oriëntaals gebied.